# Меркулов, Николай Дионисьевич
Никола́й Диони́сьевич Мерку́лов (10 декабря 1869, Благовещенск — 1945, Циндао) — русский предприниматель, общественный и политический деятель Дальнего Востока. Брат Спиридона Дионисьевича и Василия Дионисьевича Меркуловых.

## Биография
Окончил Благовещенскую классическую гимназию и Речное училище. Предприниматель, купец 1-й гильдии, владелец пароходства на Амуре и спичечной фабрики во Владивостоке. Братья  Меркуловы были пайщиками золотопромышленного товарищества, членами Акционерного общества «Сормово», членами правления Нижне-Селемджинского золотопромышленного общества.
Многолетний член Владивостокского биржевого комитета и Приморской торгово-промышленной палаты. В 1912 году баллотировался в Государственную думу от партии кадетов, выборы проиграл.
В 1921 — член президиума Несоциалистического съезда. В мае 1921 — июне 1922 — министр военно-морских и иностранных дел Приамурского временного правительства, главой которого был его брат С. Д. Меркулов. Министр иностранных дел в правительстве М. К. Дитерихса (до октября 1922).
Жил в эмиграции в Маньчжурии, старший советник губернатора Шаньдунской провинции Чжан Цзунчана (1923—1931), один из организаторов русского военного отряда генерала Нечаева (1924—1928), известного как «Нечаевская бригада», в армии Чжан Цзунчана правителя Маньчжурии Чжан Цзолиня. Организатор и спонсор Русской фашистской партии. С 1932 — в Шанхае. Вице-председатель Совета объединённых русских организаций. Умер в Циндао.

Николай и Спиридон Меркуловы — прототипы персонажей романа Юлиана Семенова «Пароль не нужен». 

## Семья
Жена — Станислава Брониславовна Меркулова (1873—1968, Сан-Франциско)
Дети: 
- Галина (ум. 4 апреля 1970 года в Сан-Франциско)
- Василий (1901, Благовещенск—после 1945). В 1920 году — юнкер в Учебно-инструкторской школе на острове Русский. В эмиграции проживал в г. Людаогоу (провинция Цзилинь), Маньчжурия. В августе 1945 года арестован ОКР СМЕРШ 25-й армии по обвинению в статье 58-4 УК РСФСР. Приговорен к 10 годам.  Реабилитирован 6 апреля 1992 года[2].
- Федор (1907—1997).  Учился во владивостокской мужской гимназии. С 15 лет — в эмиграции с семьей, в Циндао. Некоторое время жил в США, вернулся в Китай и в чине полковника служил в армии губернатора Чжан Цзунчана. С 1929 года Федор Меркулов — инструктор по физической культуре в Шанхае, затем основал школу плавания в Циндао.  В 1945 году уехал на Филиппины и два года жил на острове Тубабао.  С 1960-х годов — в Сан-Франциско. В 1992 году Федор Меркулов передал в Музей истории Дальнего Востока имени В.К.Арсеньева во Владивостоке уникальные материалы[3]. В сентябре 1993 года Ф.Н.Меркулов посетил родной город с сыном. Перед смертью Ф.Н.Меркулов завещал музею имени Арсеньева все семейные реликвии и просил похоронить его на родине. В 1998 году профессор-славист Вашингтонского университета Биргитта Ингемансон привезла во Владивосток урну с прахом Федора Меркулова, которая была предана земле на Морском кладбище города Владивостока.